# Borough of Hartlepool
Borough of Hartlepool är en enhetskommun i Durham i England i Storbritannien. 
Centralorten Hartlepool (44 km²) ingår inte i någon civil parish. Resterande del av kommunen är indelad i följande civil parishes:  
- Brierton
- Claxton
- Dalton Piercy
- Elwick
- Greatham
- Hart
- Headland
- Newton Bewley
- Wynyard